# 麦田町
麦田町（むぎたちょう）は、神奈川県横浜市中区の町名。現行行政地名は麦田町1丁目から麦田町4丁目（字丁目）で、住居表示は未実施。面積は0.066km2。

## 地理
中区中部に位置し、北が1丁目となっている。町の中央を、元町・石川町と本牧方面を結ぶ横浜市道関内本牧線（本牧通り）が通り、元町方面との間は上下線別に掘られた山手隧道が山手町の丘陵地の下を貫いている。本牧通りには1911年から1972年までの間横浜市電が走り、1970年までは町内に車庫が置かれていた。

## 歴史

### 沿革
かつての久良岐郡根岸村の一部であり、1901年（明治34年）4月1日に横浜市に編入。1927年（昭和2年）10月1日の区制施行により中区に編入される。1928年9月1日の地番整理で根岸町字麦田の全域と北方町字上野、根岸町字立野・鷺山・竹ノ丸の各一部から麦田町が新設された。「ムギ」には麦のほか段丘の意味もあり、地名の由来は複数の説がある。

## 世帯数と人口
2025年（令和7年）6月30日現在（横浜市発表）の世帯数と人口は以下の通りである。
| 丁目        | 世帯数  | 人口    |
| ----------- | ------- | ------- |
| 麦田町1丁目 | 259世帯 | 391人   |
| 麦田町2丁目 | 189世帯 | 281人   |
| 麦田町3丁目 | 162世帯 | 272人   |
| 麦田町4丁目 | 257世帯 | 378人   |
| 計          | 867世帯 | 1,322人 |

### 人口の変遷
国勢調査による人口の推移。
| 年                 | 人口  |
| ------------------ | ----- |
| 1995年（平成7年）  | 1,179 |
| 2000年（平成12年） | 1,221 |
| 2005年（平成17年） | 1,311 |
| 2010年（平成22年） | 1,356 |
| 2015年（平成27年） | 1,196 |
| 2020年（令和2年）  | 1,195 |

### 世帯数の変遷
国勢調査による世帯数の推移。
| 年                 | 世帯数 |
| ------------------ | ------ |
| 1995年（平成7年）  | 502    |
| 2000年（平成12年） | 551    |
| 2005年（平成17年） | 657    |
| 2010年（平成22年） | 663    |
| 2015年（平成27年） | 628    |
| 2020年（令和2年）  | 688    |

## 学区
市立小・中学校に通う場合、学区は以下の通りとなる（2024年11月時点）。
| 丁目        | 番地 | 小学校             | 中学校               |
| ----------- | ---- | ------------------ | -------------------- |
| 麦田町1丁目 | 全域 | 横浜市立元街小学校 | 横浜市立港中学校     |
| 麦田町2丁目 | 全域 | 横浜市立立野小学校 | 横浜市立仲尾台中学校 |
| 麦田町3丁目 | 全域 | 横浜市立立野小学校 | 横浜市立仲尾台中学校 |
| 麦田町4丁目 | 全域 | 横浜市立立野小学校 | 横浜市立仲尾台中学校 |

## 事業所
2021年現在の経済センサス調査による事業所数と従業員数は以下の通りである。
| 丁目        | 事業所数 | 従業員数 |
| ----------- | -------- | -------- |
| 麦田町1丁目 | 19事業所 | 55人     |
| 麦田町2丁目 | 12事業所 | 57人     |
| 麦田町3丁目 | 14事業所 | 62人     |
| 麦田町4丁目 | 26事業所 | 104人    |
| 計          | 71事業所 | 278人    |

### 事業者数の変遷
経済センサスによる事業所数の推移。
| 年                 | 事業者数 |
| ------------------ | -------- |
| 2016年（平成28年） | 79       |
| 2021年（令和3年）  | 71       |

### 従業員数の変遷
経済センサスによる従業員数の推移。
| 年                 | 従業員数 |
| ------------------ | -------- |
| 2016年（平成28年） | 364      |
| 2021年（令和3年）  | 278      |

## 施設
- 山手警察署 麦田町交番（2023年3月末に隣接する交番と統合し廃止[17]）

## その他

### 日本郵便
- 郵便番号：231-0849[3]（集配局：横浜港郵便局[18]）

### 警察
町内の警察の管轄区域は以下の通りである。
| 番・番地等 | 警察署     | 交番・駐在所           |
| ---------- | ---------- | ---------------------- |
| 全域       | 山手警察署 | 港の見える丘公園前交番 |

## 参考資料
- 『県別マップル 神奈川県広域・詳細道路地図』2006年4刷 昭文社 ISBN 9784398626998
- “横浜市町区域要覧” (pdf).   横浜市市民局 (2016年6月). 2023年6月6日閲覧。